# SMILE
스마일(S.M.I.L.E)은 ‘Small Incision Lenticule Extraction’의 약어이며, 이라는 의미를 내포하고 있으며, 국내에서는 흔히 스마일라식으로 알려져 있다. 
기존 라식과 라섹의 한계를 극복 하기위해, 2002년 독일 광학기업 자이스(ZEISS)사가 비쥬맥스 프로젝트를 시작하면서 개발이 시작되었다.
과거 시력교정술로 대표되었던 라식과 라섹은 각막표면에 뚜껑 개념의 둥근 절편을 만들어 열어 젖히거나(라식) 희석된 알코올로 얇은 각막상피편을 만들어 살짝 긁어낸 뒤(라섹) 엑시머 레이저로 각막을 태워 없애는 시술이다.
반면, 스마일은 기존의 라식처럼 각막절편을 만들거나, 라섹처럼 각막상피를 벗기지 않고, 각막 표면을 그대로 투과할 수 있는 펨토세컨드레이저(비쥬맥스)를 통해 각막 내부에 교정이 필요한 실질부위를 교정량만큼 조사한 후, 최소 절개창을 통해 조사된 각막 실질 조각을 추출해 낸다. SMILE 수술은 ZEISS 사에서 개발된 VisuMax(비쥬맥스)의 SMILE 치료옵션을 이용한 수술만을 SMILE 수술이라고 할 수 있다. 

## 특징

### 각막절편 미생성
각막절편을 생성하지 않는, 4mm이내의 최소 침습절개로 각막상층부를 보호한다. 약 20mm의 길이로 각막표면을 절개해 각막절편(플랩)을 형성했던 라식시술과 달리 각막절편을 만들지 않는 최소 침습적인 절개 방법을 사용한다.
- 각막을 4mm 이내로 최소절개하여 각막 상층부의 대부분이 훼손되지 않는 상태로 남는다.
- 각막상피를 보존하여 생체학적으로 더 강하고 안전한 각막을 형성해 외부 충격에 튼튼하다.
- 각막표면 절개로 인한 말초신경손상이 적고, 상피세포가 빠르게 회복된다.
- 각막절편과 연관된 합병증 및 부작용이 적다.

### 교정부위만 절제 및 분리
각막실질 조직을 태우지 않고 교정부위만을 절제해 분리하는 정교한 시술이다. 스마일은 각막실질을 태우는 엑시머레이저를 사용하지 않고 백만건 이상의 수술로 안전성을 검증받은 펨토초레이저로 교정량만큼의 각막실질을 정확히 절제해 분리한다.
- 수술 결과를 정확히 예측할 수 있고, 각막교정량이 많은 고도근시 환자도 안전하게 시술할 수 있다.
- 엑시머레이저를 이용한 수술은 0.7mm의 레이저 빔으로 각막을 태워 없애는 반면 스마일은 0.003mm의 레이저 빔으로 각막 실질을 절제하기 때문에 오차 범위가 적어 수술결과가 더 정확하다.
- 다른 엑시머 레이저 장비들과 달리, 무음, 무취 수술로 환자가 보다 편안함을 느낄 수 있다.
- 각막을 고정한 상태에서 각막 실질 절제가 이뤄지므로 정확한 시력교정이 가능하다.
- 수술 중의 환경 조건(온도 및 습도)이나 각 환자들의 각막 특성 및 레이저의 보정 등에 영향을 받지 않아 결과의 재현성이 높다.
- 라식에 비해 수술 후 웨이브프론트 에러의 유도가 적게 나타난다.
- 엑시머 라식은 펄스당 에너지 1mJ로 각막 실질을 태우는 데 반해 스마일은 3000배 이상 낮은 에너지로 각막 실질을 절제하기 때문에 각막 주변 조직에 영향이 적어 더 안전하다.

### 빠른 수술 및 회복
자리 이동이 없는 Single-Step으로 수술 시간이 짧고 회복이 빠르다. 기존 라식수술에서는 엑시머레이저(각막을 태우는 레이저)와 펨토초레이저(각막절제 레이저)라는 2가지 종류의 레이저기기가 필요했는데, 스마일은 비쥬맥스 펨토레이저를 통해 엑시머 레이저로의 이동 없이 모든 과정을 하나의 과정으로 시술한다.
- 비쥬맥스 장비 이외에 교정을 위한 다른 장비가 필요 없다.
- 환자의 자리 이동이 불필요하다.
- 스마일수술은 각막 실질을 절제하는 데까지 도수 상관없이 30초 소요, 각막 절편을 여는데 걸리는 시간보다 오래 걸리지 않아 수술 시간이 매우 짧아졌다.
- 환자가 수술 시 느끼는 스트레스가 감소되고 편안함을 제공한다.

## 스마일라식 장비 종류
스마일라식은 렌티큘 추출 방식의 시력교정술로, 2024년 현존하는 렌티큘 추출 방식의 시력교정술 장비 종류에는 VISUMAX500(스마일라식), VISUMAX800(스마일프로), ATOS(스마트라식), Z8(클리어라식), ELITA(실크라식) 총 5가지이다.
동일한 렌티큘 추출방식이지만, 스마일라식의 원조이자,  fda 승인을 받고 1천만안 수술 임상결과를 보유하여 안전한 모노그램을 가진 것은 자이스사의 비쥬맥스 장비로 진행하는 스마일이다.
| 장비명           | VISUMAX500   | VISUMAX800   | ATOS         | Z8           | ELITA             |
| 제조사           | ZEISS        | ZEISS        | SCHWIND      | ZIMMER       | Johnson & Johnson |
| 출시년도         | 2010         | 2023         | 2022         | 2022         | 2023              |
| 레이저 조사 시간 | 25(초)       | 8(초)        | 30(초)       | 40(초)       | 25(초)            |
| 펄스 평균 에너지 | 110-150nJ    | 110-150nJ    | 75-135nJ     | <<100nJ      | 40-90nJ           |
| 펄스 반복 속도   | 10MHz        | 500KHz       | 2MHz         | ~20MHz       | ~4MHz             |
| 렌티큘 구조      | 플라노컨벡스 | 플라노컨벡스 | 플라노컨벡스 | 플라노컨벡스 | 바이컨벡스        |